# Wade (Caroline du Nord)
Pour les articles homonymes, voir Wade.
Wade est une ville américaine située dans le Comté de Cumberland, en Caroline du Nord.
En 2010, sa population était de 556 habitants.

## Démographie
| 1970 | 1980 | 1990 | 2000 | 2010 | - |
| ---- | ---- | ---- | ---- | ---- | - |
| 315  | 474  | 238  | 480  | 556  | - |

## Source
- (en) Cet article est partiellement ou en totalité issu de l’article de Wikipédia en anglais intitulé « Wade, North Carolina » (voir la liste des auteurs).